# Богес
Богес (Бог, Бут; др.-греч. Βόγης; погиб в 478 до н. э. или 476 до н. э.) — персидский правитель города Эйона во Фракии.

## Биография
В 476 году до н. э. (по М. А. Дандамаеву — в 478 году до н. э.) афинский военачальник Кимон, узнав, что находящиеся в Эйоне родственники царя Ксеркса I «тревожат окрестных греков», осадил город, разбив перед этим персов в полевом сражении. Хотя Богес мог покинуть крепость и возвратиться в Азию, он отказался сдаться, так как не хотел, «чтобы царь подумал, что он, как трус, спасает свою жизнь». Когда более не поставляемые фракийцами запасы продовольствия у осаждённых закончились, Богес повелел развести большой костёр, в который кинул тела убитых им жены, детей, наложниц и слуг. Затем он выбросил в реку Стримон все золото и серебро, находившееся в городе. После этого Богес сам бросился в огонь. По свидетельству Павсания, Кимон направил отведённое течение реки против городских стен, сложенных из сырого кирпича, и разрушил их. Осаждающим не удалось овладеть в Эйоне большой добычей, но зато афиняне приобрели отличающуюся плодородием и красотой местность. Так, по замечанию В. Гущина, Кимоном были организованы первые клерухии.
Ксеркс высоко оценил доблесть и верность Богеса и «осыпал почестями» его сыновей, живших в Персии. Во время написания Геродотом «Истории», по его словам, персы всё ещё продолжали чтить память Богеса.